# キビタン
キビタンは、日本の福島県が福島県の鳥であるキビタキをモチーフとして作成したマスコットキャラクターである。主に県のPR活動に起用されている。

## 概要
1995年の第50回国民体育大会（ふくしま国体）の際に登場。国体開催中に選手や県民から愛され、その後も福島県のキャラクターとして名を留めた。キビタンの版権を保有していた電通から大会終了後に記念として福島県へ無償提供され、現在は福島県が版権を保有している。元々国体のマスコットであったため真っ白なスポーツシューズを履いたデザインとなっている。
2001年に開催されたうつくしま未来博では、キビタンのデザインが変更され半ズボンを履くようになった。さらに「キビママ」「キビィ」「キビマル」が加わり4人家族となった。2002年のうつくしまねんりんピック2002でも使われ、現在は福島県の地産地消シンボルマークとして使われている。2010年ではACジャパンの地域キャンペーン「誇ろう!ふるさとの元気。東北」で福島県代表に起用した。
2011年の東日本大震災以降は福島県復興シンボルキャラクターとして起用。「ふくしまから　はじめよう。キビタン」の文字の入った白いたすきをかけている。
福島県庁本庁舎の知事室には椅子に腰かけた大きなキビタンがいる。

## 商品展開
以下観光施設で福島県各所の工芸品、銘菓、地酒などと一緒にキビタングッズも販売。
福島市
- 福島県庁西庁舎地下売店（福島県庁消費組合）
- コラッセふくしま（福島県観光物産交流協会）

いわき市
- アクアマリンふくしま

東京都中央区
- 日本橋ふくしま館MIDETTE（福島県アンテナショップ）
- 福島県八重洲観光交流館（福島県アンテナショップ）